# How Do You Do
How Do You Do ist ein Lied des niederländischen Gesangsduo Mouth & MacNeal aus dem Jahr 1971.

## Geschichte
Das Lied wurde gemeinsam von Harry van Hoof und Hans van Hemert geschrieben beziehungsweise komponiert. Van Hemert zeichnete darüber hinaus auch für die Produktion verantwortlich.
Die Erstveröffentlichung von How Do You Do erfolgte als Single im November 1971 bei Decca Records. Diese erschien als 7″-Single mit der B-Seite Land of Milk and Honey (Katalognummer: 6100 055). Im gleichen Jahr erschien das Lied als Teil des selbstbetitelten Debütalbums (Katalognummer: 6419 010).

## Rezeption
| ChartsChartplatzierungen       | Höchstplatzierung | Wochen |
| ------------------------------ | ----------------- | ------ |
| Deutschland (GfK)              | 5 (16 Wo.)        | 16     |
| Niederlande (Media Markt)      | 1 (17 Wo.)        | 17     |
| Schweiz (IFPI)                 | 1 (14 Wo.)        | 14     |
| Vereinigte Staaten (Billboard) | 8 (19 Wo.)        | 19     |

| ChartsJahrescharts (1972)      | Platzierung |
| ------------------------------ | ----------- |
| Deutschland (GfK)              | 36          |
| Schweiz (IFPI)                 | 5           |
| Vereinigte Staaten (Billboard) | 25          |

Auszeichnungen für Musikverkäufe
| Land/Region               | Auszeichnungen für Musikverkäufe (Land/Region, Auszeichnung, Verkäufe) | Verkäufe  |
| ------------------------- | ---------------------------------------------------------------------- | --------- |
| Vereinigte Staaten (RIAA) | Gold                                                                   | 1.000.000 |
| Insgesamt                 | 1× Gold ·                                                              | 1.000.000 |

## Coverversionen

### Windows– How Do You Do (1972)
| ChartsChartplatzierungen | Höchstplatzierung | Wochen |
| ------------------------ | ----------------- | ------ |
| Deutschland (GfK)        | 1 (23 Wo.)        | 23     |

| ChartsJahrescharts (1972) | Platzierung |
| ------------------------- | ----------- |
| Deutschland (GfK)         | 22          |

### Roxette–How Do You Do!(1992)
| ChartsChartplatzierungen       | Höchstplatzierung | Wochen |
| ------------------------------ | ----------------- | ------ |
| Deutschland (GfK)              | 2 (27 Wo.)        | 27     |
| Österreich (Ö3)                | 2 (17 Wo.)        | 17     |
| Schweden (GLF)                 | 2 (7 Wo.)         | 7      |
| Schweiz (IFPI)                 | 2 (28 Wo.)        | 28     |
| Vereinigte Staaten (Billboard) | 58 (5 Wo.)        | 5      |
| Vereinigtes Königreich (OCC)   | 13 (7 Wo.)        | 7      |

| ChartsJahrescharts (1992) | Platzierung |
| ------------------------- | ----------- |
| Deutschland (GfK)         | 11          |
| Österreich (Ö3)           | 19          |
| Schweiz (IFPI)            | 10          |

### Scooter– The Question Is What Is the Question? (2007)
| ChartsChartplatzierungen     | Höchstplatzierung | Wochen |
| ---------------------------- | ----------------- | ------ |
| Deutschland (GfK)            | 5 (19 Wo.)        | 19     |
| Österreich (Ö3)              | 2 (24 Wo.)        | 24     |
| Schweiz (IFPI)               | 83 (9 Wo.)        | 9      |
| Vereinigtes Königreich (OCC) | 49 (7 Wo.)        | 7      |

| ChartsJahrescharts (2007) | Platzierung |
| ------------------------- | ----------- |
| Deutschland (GfK)         | 31          |
| Österreich (Ö3)           | 34          |

Auszeichnungen für Musikverkäufe
| Land/Region        | Auszeichnungen für Musikverkäufe (Land/Region, Auszeichnung, Verkäufe) | Verkäufe |
| ------------------ | ---------------------------------------------------------------------- | -------- |
| Deutschland (BVMI) | Gold                                                                   | 150.000  |
| Insgesamt          | 1× Gold ·                                                              | 150.000  |